# Kuala Keritang
Kuala Keritang is een bestuurslaag in het regentschap Indragiri Hilir van de provincie Riau, Indonesië. Kuala Keritang telt 4082 inwoners (volkstelling 2010).